# Aeroportul Gorna Oreahovița
Aeroportul Gorna Oreahovița (IATA: GOZ, ICAO: LBGO) este un aeroport din Regiunea Veliko Tărnovo, Bulgaria ce deservește zona Veliko Tărnovo. Aeroportul a fost tranzitat în 2021 de 68 de pasageri. A fost numit după Gorna Oreahovița.
Situat la o altitudine de 85 m, aeroportul dispune de 1 pistă.

## Infrastructură

### Piste
Aeroportul dispune de o singură pistă. Pista 09/27 are suprafața de asfalt. 